# Coleophora noacki
Coleophora noacki é uma espécie de mariposa do gênero Coleophora pertencente à família Coleophoridae.